# Loge Tijl Uilenspiegel
Loge Tijl Uilenspiegel is een vrijmetselaarsloge in Hasselt die deel uitmaakt van het Grootoosten van België. De loge is vernoemd naar het personage Tijl Uilenspiegel, in de verhalen van Charles de Coster een Vlaamse vrijheidsstrijder die vecht tegen alle vormen van onderdrukking.

## Geschiedenis
De loge werd opgericht in 1964. Eind jaren '70 van de twintigste eeuw waren er rond de veertig leden. De leden komen samen in de Crutzenstraat 22 en delen hun werkplaats met loge La Tolérance van de Grootloge van België en loge Het Daghet die behoort tot de Belgische federatie van Le Droit Humain.

## Bekende leden
- Willy Claes
- Eddy Baldewijns
- Ernest Bujok